# 레이스코스 그라운드
레이스코스 그라운드(Racecourse Ground)는 영국의 축구 경기장이다. 웨일스 렉섬에 위치한 이 경기장은 15,500명의 인원을 수용할 수 있다. 현재 콘퍼런스 내셔널의 일원인 렉섬 FC와 슈퍼 리그의 일원인 크루세이더스 럭비 리그의 홈 경기장이며 더 뉴 세인츠 FC와 리버풀 FC간의 2005-06 시즌 UEFA 챔피언스리그 예선 플레이오프 경기가 열렸었던 경기장이기도 하다.